# Тень закона
«Тень закона» (исп. La sombra de la ley)  — кинофильм режиссёра Дэни де ла Торре, выпущенный в 2018 году. Фильм вышел на Netflix под названием Gun City.

## Сюжет
Барселона 1921 года. После того, как группа вооружённых мужчин совершает налёт на военный поезд, обстановка в городе обостряется. Агенты полиции пытаются выяснить, кто украл груз, и получают при этом поддержку от агента Анибала Уриарте из Мадрида. Они прибегают к жестоким методам и даже не удерживается от убийства. Они допрашивают машиниста, которого подозревают в связи с ограблением, а затем убивают его. Инспектор Анибал Уриарте должен найти преступников от имени федеральной полиции до того, как произойдет больше смертей. 
Между тем, в центре города проходит множество акций протеста против несправедливого обращения к пролетариям и женщинам, которые подвергаются насильственным репрессиям со стороны полиции. Есть мертвые. Напряжение между властями, предпринимателями, горожанами и анархистами растёт, как и количество убийств. Один двуличный владелец бара, похоже, тоже вовлечен в преступные махинации. Вскоре выясняется, что коррумпированные полицейские работают на него. На них совершается нападение, от которого они отделываются парой царапин.
Следы приводят Уриарте к группе радикальных анархистов, которые начинают войну с произволом полиции и сеют панику и хаос в городе. Между мафией и профсоюзными фронтами - в лице некоего Сальвадора Ортиса и его дочери-феминистки Сары − агент изо всех сил старается найти компромисс, чтобы предотвратить возможный государственный переворот - и, следовательно, дальнейшие массовые убийства - до того, как может начаться гражданская война.

## В ролях
- Луис Тосар — Анибал Уриарте
- Мишель Дженнер — Сара
- Висент Ромеро
- Maноло Солo
- Пако Тоус
- Lola Адриана Торревехано
- Пеп Тосар
- Хайму Лоренте
- Эрнесто Альтерио

## Критика
На агрегаторе рецензий Rotten Tomatoes рейтинг свежести составляет 63 %.
Отечественный зритель неоднозначно оценил фильм, и мнения разделились.

## Награды и номинации
На 33-й ежегодной премии «Гойя» фильм удостоился шести номинаций и стал обладателем трёх призов — за операторскую работу, монтаж и костюмы.